# Hvar Golubiničin rat - Rat Velog Strvnja
Hvar Golubiničin rat - Rat Velog Strvnja este o arie protejată (sit de importanță comunitară — SCI) din Croația întinsă pe o suprafață de 301,14 ha, integral pe uscat.

## Localizare
Centrul sitului Hvar Golubiničin rat - Rat Velog Strvnja este situat la coordonatele 43°07′28″N 16°52′24″E / 43.124498°N 16.873374°E.

## Înființare
Situl Hvar Golubiničin rat - Rat Velog Strvnja a fost declarat sit de importanță comunitară în iulie 2013 pentru a proteja un număr necunoscut de specii din flora spontană și fauna sălbatică aflate în arealul zonei.

## Biodiversitate
Situată în ecoregiunea mediteraneană, aria protejată conține 2 habitate naturale: Păduri de pin mediteraneene cu pini mezogeni endemici, Păduri de Quercus ilex și Quercus rotundifolia.
La baza desemnării sitului se află un număr nedeclarat de specii protejate.